# Bebop head
Ein bebop head oder schlicht bop head (aus engl. (be)bop und head, (hier) ‚Kopf[thema]‘, ‚Leit-[thema]‘), seltener auch bebop line bzw. bop line, ist in der Fachsprache des Jazz die allgemeine Bezeichnung für einen Typus von Themen, wie sie insbesondere von Bebop-Musikern seit den 1940er Jahren komponiert bzw. arrangiert wurden. Charakteristisch für diese Art von Melodien sind vor allem ihre auf Achtelnoten aufgebaute, offbeatorientierte und fragmentierte Rhythmik sowie eine Art der Melodieführung, die weniger auf Sanglichkeit, als vielmehr auf die Darstellung einer relativ komplexen Harmonik zielt.

Bebop heads beruhen in ihrer typischsten Form auf den (zum Teil erweiterten) Akkordfolgen populärer Songs, den sogenannten show tunes, wie sie vor allem für Musicals geschrieben wurden.

## Der Begriff
Die meisten ausschließlich oder hauptsächlich innerhalb der Jazzszene verwendeten musikalischen Fachbegriffe werden von Musikern nicht im Sinne eines akademisch streng definierten Bedeutungsgehalts gebraucht. Die als korrekt empfundene Anwendung solcher Termini dient dagegen oft dazu, die Zugehörigkeit zu einer in group zu manifestieren; innerhalb dieses sozialen Kontextes verliert sich die genaue Bedeutung häufig im Vagen, da – orientiert an Rollenklischees wie beispielsweise dem des „Hipsters“ – Jazzmusiker zu einem unscharfen, „emotionalen“ Sprachgebrauch neigen.

### Bebop

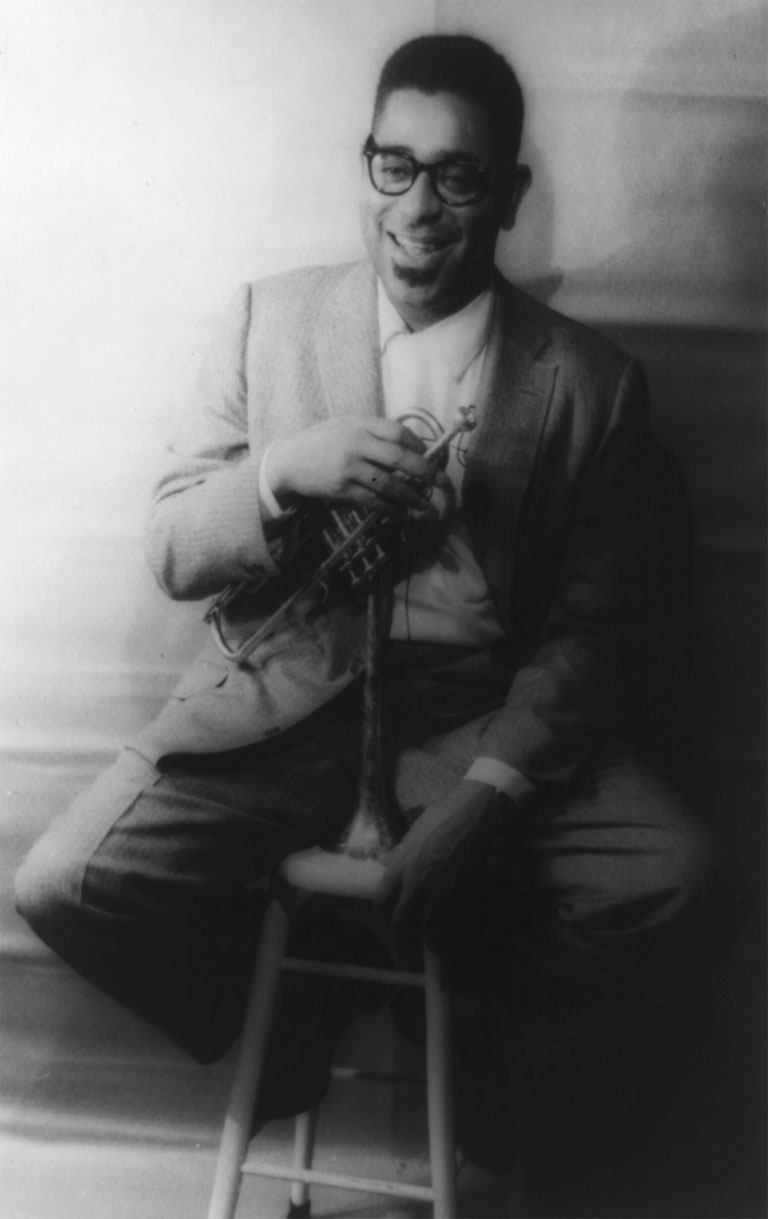
Der Trompeter Dizzy Gillespie, einer der profiliertesten Komponisten des Bebop (Foto: Carl van Vechten)

Bebop, kurz Bop, heißt der früheste Stil des modernen Jazz, der seit etwa 1940 von Musikern wie Charlie Parker und Dizzy Gillespie entwickelt wurde. Der Begriff Bebop ist allerdings unscharf definiert: Während er im engeren Sinne die Musik ebendieser Pioniere des modernen Jazz (zu denen man noch eine kleine Gruppe weiterer Musiker zählt, etwa den Pianisten Bud Powell oder die Schlagzeuger Kenny Clarke und Max Roach) bezeichnet, schließt eine weiter gefasste Definition einen großen Teil des tonal und metrisch gebundenen Jazz bis zur Gegenwart mit ein.

### Head
Die Bezeichnung „Kopf“ (engl. head) für den Beginn eines Musikstücks ist in ähnlicher Weise auch in der europäischen Musik – und auch hier in unterschiedlichen Anwendungen – üblich. Davon zeugen etwa Termini wie Kopfsatz oder die Spielanweisung da capo (ital. „vom Kopf“, also von vorne).
Im Rahmen eines Jazzstücks bezeichnet head das zu Anfang und in der Regel auch zum Schluss gespielte eigentliche Thema, auf das die Improvisationen sich strukturell beziehen. Dabei spielt allerdings auch die Implikation des auswendig, „aus dem Kopf“, Vorgetragenen eine Rolle: Dies zeigt der gänzlich doppeldeutige Begriff des head arrangement, der sowohl ein ausgearbeitetes Arrangement des Themenvortrags als auch ein auswendig vorgetragenes komplettes Big-Band-Arrangement meinen kann (in dieser Form zum Beispiel häufig im Orchester von Count Basie der 1930er Jahre).

### Line
Im Jazz ersetzt der Begriff line (engl. für „Linie“) häufig das ältere und bis heute gebräuchlichere Wort tune (engl. für „Melodie“, „Weise“). Diese Wortwahl bringt einerseits den linearen Charakter von Melodien, die vorwiegend aus Achteln aufgebaut sind, zum Ausdruck; darüber hinaus wird tune auch angesichts des erwähnten, häufig sehr unsanglichen Charakters von Bebop-Themen als unpassend empfunden.

## Vorläufer
Hauptsächlich in Achtelnoten geführte Melodien sind für Jazzsolisten spätestens seit Louis Armstrongs bahnbrechenden Aufnahmen der späten 20er Jahre die Norm. Viele der in solchen Solos gespielten melodisch-rhythmischen Figuren (so genannte licks) setzten die Big-Band-Arrangeure der 30er Jahre als Begleitfiguren oder in Tutti-Passagen für den Bläsersatz aus: Sie notierten also die ursprünglich solistisch improvisierte Melodie und bearbeiteten sie mehrstimmig, beispielsweise für fünf Saxophone. Während ihrer „Lehrjahre“ in den Big Bands der Swing-Ära erwarben die späteren Bebop-Musiker ein großes Repertoire dieser Figuren. Solche Riffs stellen die hauptsächlichen Vorläufer der späteren, allerdings in aller Regel wesentlich komplizierter aufgebauten bebop heads dar.

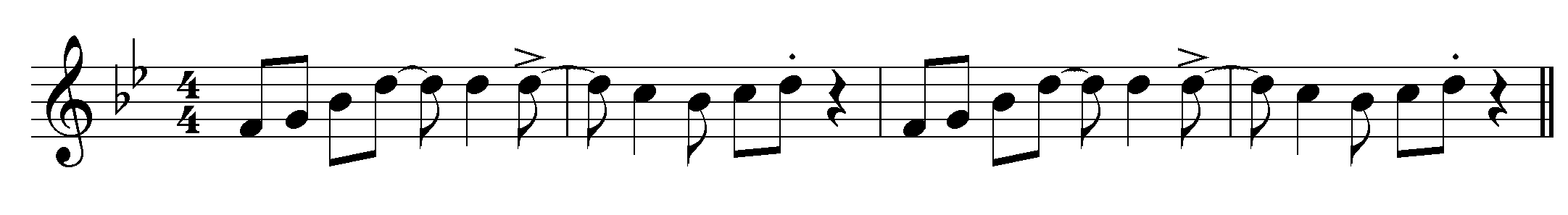

## Die musikalische Ästhetik und ihre Rezeption
Die bebop heads werden in der typischen Quintettbesetzung normalerweise von den beiden Bläsern (meist Trompete und Saxophon) im Unisono vorgetragen. Die meisten Themen, die oft in außergewöhnlich schnellen Tempi gesetzt sind, können in dieser Weise nur von ausgesprochen virtuosen, gut eingespielten Bands sauber gespielt werden. Die Überforderung eines großen Teils des Publikums wurde dabei zumindest billigend in Kauf genommen, da die jungen Bebopper sich prononciert gegen die showmanship (mit Banduniformen, einheitlichen Notenpulten, Choreografien und dergleichen) der etablierten Bands wendeten, die sie als Kapitulation vor dem in den damaligen USA allgegenwärtigen Rassismus ablehnten.
Viele bebop heads tragen sarkastisch-selbstbewusste Titel. Häufig finden sich auch verschlüsselte, betont intellektuelle Wortspiele wie in Thelonious Monks Evidence: Das Wort bedeutet in der amerikanischen Rechtsprechung zunächst einmal „Beweismaterial“. Monk wählte den Titel aber, weil das Thema auf den Harmonien des Songs Just You, Just Me (= just us, was wiederum ähnlich klingt wie justice, also „Justiz“) beruht.
Bei älteren Musikern und dem breiten Publikum stieß der frühe Bebop auf teils heftige Ablehnung. Zeitzeugen berichten von ihrer verwirrten Ratlosigkeit gegenüber diesem neuen Stil, der zunächst vielfach gar nicht als Jazz akzeptiert wurde. Die chromatische Harmonik und Melodik der Musik, zusammen mit ihren „schwierigen“ Rhythmen und den bevorzugten schnellen Tempi verlangten dem Gehör der meisten Jazzfans zu viel ab. Mit dem Bebop erhob der Jazz – im Kontext der Zeit ganz unerwartet – Anspruch auf Anerkennung als Kunstmusik und verzichtete dafür auf den eben erst erreichten Breitenerfolg, den der Swing als ausgesprochene Tanzmusik angestrebt hatte.

## Das Kompositionsprinzip

### Fixierte Improvisationen
Bebop heads sind in ihrer „reinsten“ Form angelegt wie eine idealtypische, fixierte Improvisation über ein vertrautes Harmonieschema: In den frühen Jahren des Jazz, aber auch in den Big Bands war es gang und gäbe, dass die Musiker ihre Solos nicht wirklich improvisierten, sondern sich ihre „Features“ vorher erarbeiteten und dann auswendig über längere Zeit immer wieder in derselben Weise vortrugen. Diese Art vorgefertigter, von den Unwägbarkeiten der Live-Konzertsituation losgelösten Improvisationen wurden nunmehr selbst als Themen verwendet. Die Akkordfolgen wurden dabei mit Vorliebe aus populären Songs der Broadway-Shows und Filmen der Mitte des 20. Jahrhunderts entlehnt, die auch in ihrer originalen Form häufig zu Jazzstandards geworden sind.
Als Beispiel sei hier der seinerzeit beliebte Song Whispering (im Original geschrieben vom Tin-Pan-Alley-Autorenteam Schonberger/Coburn/Rose) angeführt. Das Stück wurde auch in seiner deutschen Version unter dem Titel Lass' mich Dein Badewasser schlürfen bekannt.

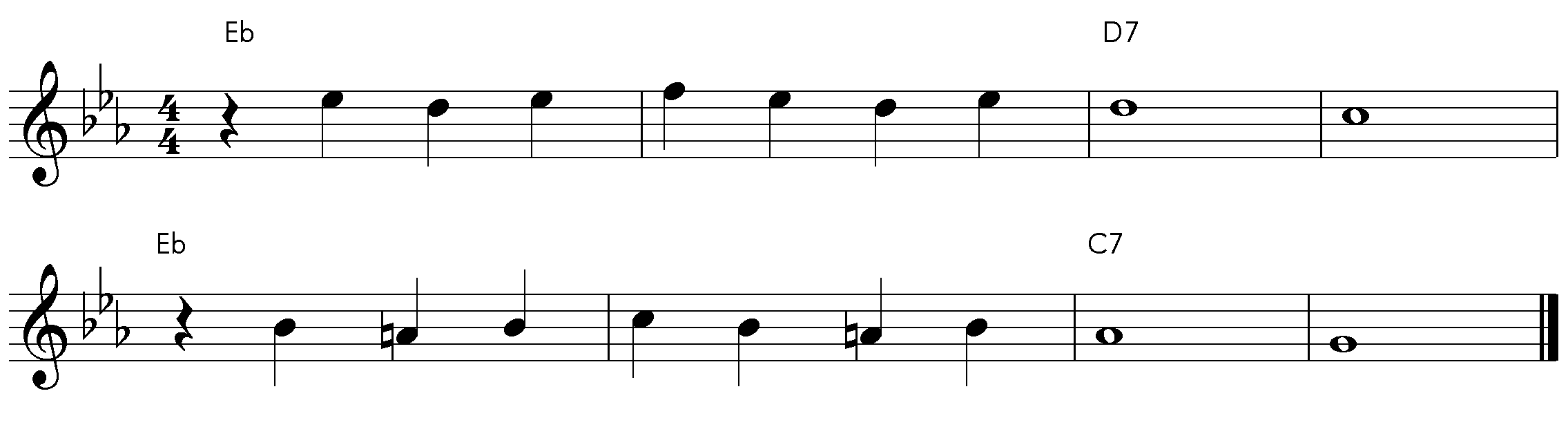

Selbst in dieser einfachen Form bietet das Stück eine reizvolle Harmonik: Der Tonika-Akkord kontrastiert mit unerwarteten Zwischendominanten, der eigentlich ständig erwartete Dominantakkord Bb7 erscheint erst später im Stück. Dem steht nun die betont simple, Gassenhauer-artige Melodik gegenüber, die von den Komponisten zwar beabsichtigt war, für die rebellischen jungen Musiker der frühen 40er Jahre aber abgeschmackt wirkte.
Der Trompeter Dizzy Gillespie bearbeitete Whispering zu dem bis heute populären Bebop-Thema Groovin’ High:

### Erweiterung des Ausgangsmaterials
Am Beispiel von Groovin' High lässt sich aufzeigen, wie bebop heads in jeder denkbaren Hinsicht das Material der zugrunde liegenden populären Songs ausbauen und erweitern:
- Rhythmus: Der rhythmische Grundpuls der Melodie liegt auf der Achtelnote, während die Begleitung wie im Original die Viertelnoten markiert. Die resultierende rhythmische Spannung signalisiert von vornherein einen „jazzmäßigen“ Charakter.

- Fragmentierung: Im Gegensatz zu den symmetrischen Phrasen der Melodie von Whispering benutzt Gillespies neues Thema Phrasen sehr unterschiedlicher Länge, wobei gerade die Hauptakzente der kurzen „Melodiefetzen“ auf unerwartete Offbeat-Zählzeiten fallen. Die fragmentierten melodischen „Kürzel“ und die ihnen folgenden Pausen erlauben ein intensives Zusammenspiel innerhalb der Band: Die Klavierbegleitung reagiert sofort mit einer echoartigen „Antwort“ auf das Motiv der Melodie.

- Harmonik: Die Akkordgerüste der Pop-Songs werden in aller Regel ausgebaut und in jazzmäßiger Weise umstrukturiert. Dreiklänge werden zu Vierklängen erweitert und mehr oder weniger tiefgreifende Reharmonisierungen durch verschiedenste Ersatz-, Erweiterungs- und Umdeutungsakkorde eingeführt. Gillespie ersetzt den Tonika-Dreiklang im ersten Takt von Whispering (Eb-Dur) durch den entsprechenden, mehrdeutiger klingenden Septakkord (Ebmaj7). Die Dominantseptakkorde in Takt 3 und 7 werden durch die zugehörigen Mollseptakkorde vorbereitet.

- Instrumentaltechnik: Während die Songs der Broadway-Musicals, ihrer Funktion entsprechend, melodisch möglichst einfach, eingängig und anspruchslos konzipiert sind, zielen die aus ihnen entstandenen Bebop-Themen auf das exakte Gegenteil: Die übergroße Mehrzahl der Stücke verlangt musiktheoretische Kenntnisse und eine technische Beherrschung des eigenen Instruments, wie sie zur Zeit der Entstehung des Bebop nur wenige Musiker der älteren Generation vorweisen konnten.

### Bearbeitung oder eigenständige Komposition?

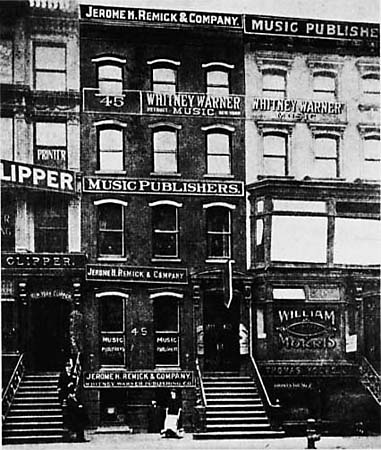
Die New Yorker 28th Street (Tin Pan Alley) um 1920, als sie Zentrum der entstehenden US-Musikindustrie war

Die Bebop-Musiker legten in gewissem Maße Wert darauf, dass der Bezug ihrer neuen lines zum ursprünglich „banalen“ Pop-Song für den eingeweihten Hörer erkennbar blieb. Die Ästhetik dieser Art von Stücken drückt neben dem Stolz auf die eigene, überlegene Virtuosität auf dem Instrument auch eine herablassende, ironische Pose gegenüber einer Umwelt aus, die man als musikalisch und intellektuell rückständig empfand.
Ganz in diesem Sinne kündigten die Musiker ihre neuen Stücke – zum Beispiel auf der Bühne oder auf Plattencovers – nicht selten noch mit den Titeln der zugrundeliegenden Songs an, womit sie selbstverständlich einen „Schockeffekt“ beabsichtigten und in aller Regel auch erzielten.
Dieses Vorgehen hat jedoch dazu geführt, dass bebop lines gelegentlich nur als sekundäre Ableger eines Originals betrachtet werden, woraus sich die Unterstellung ergibt, die eigentliche kreative Leistung liege beim Schlagerkomponisten. Einer musikalischen Analyse hält diese Ansicht jedoch nicht stand. Auch und gerade die Songs der Tin Pan Alley verwenden harmonische Abläufe komplett oder versatzstückartig immer und immer wieder. Dagegen bedarf es noch eines erheblichen Aufwandes an melodischer, harmonischer und rhythmischer Detailarbeit, um beispielsweise von Whispering zu Groovin' High zu gelangen.
Die „Collagetechnik“ mit harmonischen Versatzstücken übernahmen die Jazzmusiker wiederum in noch etwas komplizierterer Weise, indem sie nicht selten die Akkorde verschiedener Formteile aus unterschiedlichen Songs miteinander zu neuem Material kombinierten. Die #Bebop heads und die zugrundeliegenden show tunes bietet hierfür einige Beispiele.
Weiterhin ist die Vorgehensweise, ein neues Stück aus Elementen eines bereits vorhandenen zu entwickeln, in den meisten Musikstilen mehr oder weniger gängige Praxis (vgl. hierzu etwa den Cantus firmus der Alten Musik, Formen wie die Passacaglia oder die letztlich klischeehaften harmonischen Abläufe in vielen Werken der Wiener Klassik, die die Sonatensatzform benutzen).

### Das Copyright

#### Die These vom „musikalischen Strohmann“
Die in älteren Publikationen (so zum Beispiel mehrfach bei Gitler, 1966) häufig kolportierte Vermutung, die bebop heads seien hauptsächlich geschrieben worden, damit die Musiker keine Tantiemen für die urheberrechtlich geschützten Songs der Broadway-Shows zahlen mussten, gehört in dieser Form ins Reich der Legende. Die musikalische Praxis und die Formalitäten bei der Abwicklung solcher Tantiemenzahlungen über die US-Verwertungsgesellschaften (ASCAP und BMI) – in welche die Musiker weder bei Live-Auftritten noch bei Platteneinspielungen direkt involviert waren – sprechen für sich genommen schon gegen die Plausibilität dieser These.
Richtig daran ist, dass Akkordfolgen im Gegensatz zu Melodien keinen Copyright-Schutz genießen. Jedoch ist der Aufwand, der in Zusammenhang mit Komposition, Arrangement und nicht zuletzt dem Proben eines auch nur durchschnittlich schwierigen Bebop-Stücks getrieben werden muss, so unverhältnismäßig hoch, dass er den vergleichsweise geringen finanziellen Vorteil bei weitem überwiegt.
Hingegen konnten die Musiker die einmal geschriebenen Stücke ihrerseits urheberrechtlich schützen lassen, sodass ihnen aus Plattenverkäufen und Live-Aufführungen ein gewisser Zusatzverdienst über diese Tantiemen garantiert war.

#### Die Bebop-Subkultur und das Copyright
Bebop heads sind ein kompositionstechnischer Ausdruck der anti-bürgerlichen Haltung ihrer Schöpfer. Eine Subkultur stellt hier in bewusst ironischer Absicht den überlieferten Werkbegriff mit ihren Mitteln geschickt in Frage. Jedoch erwies sich binnen kurzer Zeit, dass die Musiker mit ihrer demonstrativen Vernachlässigung dieses Aspekts der künstlerischen Arbeit weniger dem „Establishment“, sondern vor allem sich selbst (und zwar auf einer sehr materiellen Ebene) schadeten.
So sind viele Fälle überliefert, in denen Musiker die Abwicklung aller rechtlichen Fragen Managern, Agenten oder Produzenten vollständig überließen. Diese eigneten sich die Rechte an den Stücken dann nicht selten selber an: Oft geschah dies zunächst nicht einmal in unmittelbar betrügerischer Absicht, sondern um den vielfach etwas weltfremden Musikern finanzielle Schwierigkeiten zu ersparen. Dennoch war auf diesem Weg dem Missbrauch selbstverständlich Tür und Tor geöffnet. In Charlie Parkers Karriere kam diese problematische Rolle dem Agenten Billy Shaw und dem Produzenten Ross Russell – seinem späteren Biografen – zu.
Nachdem ein großer Teil der Bebopper, bedingt durch prekäre Arbeitsbedingungen und die in der Szene massiv verbreitete Heroinsucht, in permanenten Geldnöten steckte, eigneten sich gewieftere Musiker ihrerseits nicht selten die Rechte an den Kompositionen ihrer Kollegen an. Viele dieser „Betrugsfälle“ wurden erst im Laufe der letzten Jahrzehnte bekannt. Auf diese Weise stellte sich zum Beispiel heraus, dass viele Kompositionen, die lange Zeit Miles Davis zugeschrieben wurden, in Wirklichkeit von Mitgliedern seiner verschiedenen Bands verfasst worden waren. Allerdings blickte Davis seinerseits auf denkbar schlechte Erfahrungen zurück, da ihn sein notorisch unzuverlässiger Bandleader Charlie Parker um die Rechte an den meisten seiner frühen Stücke geprellt hatte.
Parker bietet schließlich auch ein besonders extremes Beispiel für das geschilderte, äußerst ambivalente Verhältnis der Bebop-Szene zum Konzept des „geistigen Eigentums“. Um sich die Dosis Heroin leisten zu können, die er brauchte, um für eine anstehende Aufnahmesession fit zu sein, verkaufte er seinem Dealer alle Rechte an der bei dieser Gelegenheit einzuspielenden Eigenkomposition. Das Stück trägt bis heute im Titel den Decknamen von Parkers Drogenlieferanten, nämlich Moose The Mooche.

## Broadway-Songs, Blues und kubanische Rhythmen
Die bereits eingangs erwähnte unscharfe Definition des Begriffs bebop head bewirkt zusammen mit der ebenfalls geschilderten Neigung von Jazzmusikern zu Privatsprachen, dass bestimmte Themen in der Nomenklatur vieler Musiker nicht primär in diese Kategorie eingeordnet werden. Unter harmonischen, rhythmischen oder stilistischen Gesichtspunkten werden Kompositionen, die ansonsten recht ähnlich klingen können, auch verschiedenen anderen Subgenres zugerechnet. Es sei noch einmal betont, dass die Unterscheidungen teils willkürlich gesetzt und die Grenzen fließend sind.
Rhythm Changes
Eine bei den Bebop-Musikern überproportional beliebte Akkordfolge war diejenige von George Gershwins Komposition I Got Rhythm. Stücke, die auf deren Harmonien (oder Abwandlungen davon) beruhen, nehmen im Repertoire eine so wichtige Rolle ein, dass sie gesondert mit der Bezeichnung Rhythm Changes belegt werden. Das ist die „chiffrierte“ Kurzform der korrekten Formulierung the chord changes of „I Got Rhythm“, also eben das Akkordgerüst dieses Gershwin-Titels. Tatsächliche rhythmische oder metrische Wechsel, die man aufgrund des Kürzels vermuten könnte, kommen in solchen Stücken so gut wie nie vor, sie stehen fast immer in einem moderaten bis schnellen 4/4-Takt und darüber hinaus fast ausnahmslos in Bb-Dur.
Eine Komposition wie Duke Ellingtons Cotton Tail von 1940, die bereits alle Charakteristika des entstehenden Bebop aufweist, würde zwar als Rhythm Changes, nicht aber als bebop head bezeichnet werden, da man Ellington für gewöhnlich nicht dieser Stilrichtung zurechnet.
Aufgrund seiner typisch „boppigen“ Gestaltungsweise sollen die ersten vier Takte von Ellingtons Thema hier dennoch zum Vergleich mit der Parallelstelle in Gershwins originaler Melodie dienen. Im Hörbeispiel erklingen beide Melodien simultan, sodass deutlich wird, wie sich beide mit Akkordbegleitung und Basslinie verzahnen.
Für eine verwandte Akkordfolge in Moll ist teilweise noch der irreführende Terminus Minor Rhythm Changes gängig. Diese Bezeichnung kommt jedoch außer Gebrauch: Folglich würde zum Beispiel eine bekannte Komposition Charlie Parkers über diese Harmonien (Segment, auch unter dem Titel Diverse) heutzutage allgemein eher als bebop head bezeichnet.
Blues
Neben den Rhythm Changes war der Blues das zweite ausgedehnte harmonische Experimentierfeld der Bebopper. Die traditionelle Ästhetik und Klanglichkeit des Blues wurde in diesem Prozess so stark mit den musikalischen Neuerungen der Zeit überformt, dass in Stücken wie Sippin' At Bell's (von Miles Davis), Dance Of The Infidels (von Bud Powell) oder Blues For Alice (wiederum von Charlie Parker) den Themen ein unmittelbar wiedererkennbarer Blues-Charakter so gut wie vollkommen abgeht. Trotz dieser Dominanz des Bebop-Sounds werden Kompositionen dieses Genres zunächst einmal immer als Blues bezeichnet.
Jazz Originals
Seit dem Aufkommen des Bebop komponierten Jazzmusiker stärker als zuvor Stücke, die die Harmonik der Pop-Songs nur noch in verfremdeter, abstrahierter Form widerspiegeln, ohne dass die zugrunde liegenden Elemente völlig aufgegeben werden. In jedem Fall sind Stücke dieses Genres, wie sie beispielsweise von Thelonious Monk oder Tadd Dameron in großer Zahl komponiert wurden, unmittelbar als Jazz-Kompositionen geschrieben und als solche sofort erkennbar. Ganz ähnlich wie bei den Broadway-Songs wurden aber auch hier über besonders dankbare Harmonieschemata neue Linien gelegt: So ist beispielsweise Miles Davis’ Half Nelson eine Weiterentwicklung von Damerons Ladybird.
Cubop
Nicht weniger kurios ist die Tatsache, dass gerade solche Stücke, bei denen die Bebop-Musiker vollkommen neue Wege gingen, so gut wie gar nicht unter der Bezeichnung bebop head subsumiert werden. So entwickelten sich beispielsweise Kompositionen wie Dizzy Gillespies A Night in Tunisia und Manteca oder Bud Powells Un Poco Loco durch ihre damals unerhörte Verquickung afrokubanischer Rhythmen, neuartiger Harmoniegerüste und komplexer melodischer Gesten zu Klassikern, die junge Jazzmusiker auch heute noch als Herausforderung betrachten. Dieses Genre wurde seinerzeit schnell mit dem Label Cubop (aus cuban bebop) versehen. Heutzutage ist die Bezeichnung Latin Jazz verbreiteter, und viele traditionell orientierte Bebop-Musiker beschäftigen sich nur sehr am Rande mit den Rhythmen, die auf die Gründergeneration dieser Musik so inspirierend wirkte.
Die übrigen show tunes
Die noch verbliebenen Bebop-Kompositionen sind es nun, die im engeren Sinne als bebop heads bezeichnet werden. In der ungefähr ein Jahrzehnt langen Zeitspanne, die die Blütezeit des Bop ausmacht (Mitte der 1940er bis Mitte der 1950er Jahre) entstanden Hunderte lines zu Songs der Tin Pan Alley, von denen einige Dutzend noch heute zum Repertoire gehören. Eine Übersicht bietet der nächste Abschnitt.

## Bebop heads und die zugrundeliegendenshow tunes
Angesichts der großen Fülle von Kompositionen kann die folgende Übersicht bei weitem keinen Anspruch auf Vollständigkeit erheben. Sie führt vor allem Werke bekannter Komponisten und/oder Interpreten auf, deren Aufnahmen auch heute noch unschwer erhältlich sind. Auch der relativen Präsenz im heutigen Repertoire trägt sie Rechnung.
| Originaler Song                                             | Originaler Song               | bebop head                              | bebop head                                     |
| Titel                                                       | Komponist                     | Titel                                   | Komponist                                      |
| ----------------------------------------------------------- | ----------------------------- | --------------------------------------- | ---------------------------------------------- |
| What Is This Thing Called Love?                             | Cole Porter                   | Hot House                               | Tadd Dameron                                   |
| What Is This Thing Called Love?                             | Cole Porter                   | What Love                               | Charles Mingus                                 |
| But Not For Me                                              | George Gershwin               | Sid's Delight (auch als Tadd's Delight) | Tadd Dameron                                   |
| Oh, Lady Be Good!                                           | George Gershwin               | Hackensack                              | Thelonious Monk                                |
| Honeysuckle Rose                                            | Fats Waller                   | Marmaduke                               | Charlie Parker                                 |
| Oh, Lady Be Good! (A-Teile) / Honeysuckle Rose (Mittelteil) | George Gershwin / Fats Waller | Move                                    | Denzil Best                                    |
| Honeysuckle Rose (A-Teile) / I Got Rhythm (Mittelteil)      | Fats Waller / George Gershwin | Scrapple From The Apple                 | Charlie Parker                                 |
| Honeysuckle Rose (A-Teile) / I Got Rhythm (Mittelteil)      | Fats Waller / George Gershwin | Chasin' The Bird                        | Charlie Parker                                 |
| Honeysuckle Rose (A-Teile) / I Got Rhythm (Mittelteil)      | Fats Waller / George Gershwin | Ah-Leu-Cha                              | Miles Davis                                    |
| Cherokee                                                    | Ray Noble                     | Ko-Ko                                   | Charlie Parker                                 |
| Cherokee                                                    | Ray Noble                     | Warming Up A Riff                       | Charlie Parker                                 |
| Cherokee                                                    | Ray Noble                     | B. Quick                                | Sonny Rollins                                  |
| Embraceable You                                             | George Gershwin               | Quasimodo                               | Charlie Parker                                 |
| All The Things You Are                                      | Jerome Kern                   | Bird Of Paradise                        | Charlie Parker                                 |
| All The Things You Are                                      | Jerome Kern                   | Prince Albert                           | Kenny Dorham                                   |
| Out of Nowhere                                              | Werner Richard Heymann        | Nostalgia                               | Fats Navarro                                   |
| How High the Moon                                           | Morgan Lewis                  | Ornithology                             | „Little Benny“ Harris / Charlie Parker         |
| Jeepers Creepers                                            | Johnny Mercer                 | My Little Suede Shoes                   | Charlie Parker                                 |
| Indiana                                                     | James Hanley                  | Donna Lee                               | Miles Davis (oft Charlie Parker zugeschrieben) |
| Sweet Georgia Brown                                         | Maceo Pinkard / Ben Bernie    | Sweet Clifford                          | Clifford Brown                                 |
| Sweet Georgia Brown                                         | Maceo Pinkard / Ben Bernie    | Dig (auch als Donna)                    | Jackie McLean (oft Miles Davis zugeschrieben)  |
| All God's Chillun Got Rhythm                                | Walter Jurmann                | Reets & I                               | „Little Benny“ Harris                          |
| All God's Chillun Got Rhythm                                | Walter Jurmann                | Little Willie Leaps                     | Miles Davis                                    |
| All God's Chillun Got Rhythm                                | Walter Jurmann                | Mayreh                                  | Horace Silver                                  |
| Lover, Come Back To Me                                      | Sigmund Romberg               | Bean & The Boys                         | Coleman Hawkins                                |
| Lover, Come Back To Me                                      | Sigmund Romberg               | Bird Gets The Worm                      | Charlie Parker                                 |
| Summertime                                                  | George Gershwin               | Four on Six                             | Wes Montgomery                                 |
| There Will Never Be Another You                             | Mack Gordon                   | Split Kick                              | Horace Silver                                  |
| Stompin’ at the Savoy                                       | Edgar Sampson                 | Relaxin’ with Lee                       | Charlie Parker                                 |
| It Could Happen to You                                      | James Van Heusen              | Fried Bananas                           | Dexter Gordon                                  |

## Spätere Entwicklungen

### Vokaler Bebop
Bebop heads wurden von Instrumentalisten für die übliche Quintettbesetzung geschrieben. Selbst unter dieser Maßgabe sind sie technisch meist schwierig auszuführen, sie dienen bis heute angehenden Jazzmusikern auch als Etüden. Die Frage, ob solche Melodien singbar sind, wurde von den Komponisten überhaupt nicht erwogen, vielmehr ging es ihnen ja um den Reiz des „Schrägen“: Ohne Akkordbegleitung ist der harmonische Bezug manch einer chromatischen Linie gehörsmäßig kaum einzuordnen, und die ebenso beliebten dissonanten Intervallsprünge sind von einer unausgebildeten Stimme schwerlich zu bewältigen.

#### Scat-Gesang

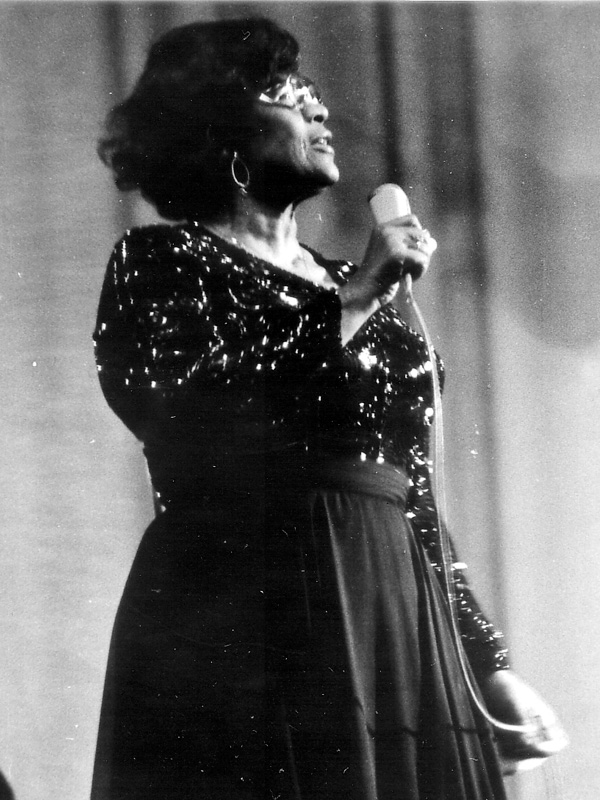
Ella Fitzgerald

Der Scat-Gesang auf Nonsens-Silben gehört allgemein zur Tradition fast aller afroamerikanischen Musikstile. Die Bebop-Musiker sangen sich beim Proben ihrer jeweils neuen Stücke die Phrasierung bestimmter rhythmischer Figuren in dieser Weise gegenseitig vor. Das Wort „Bebop“ selbst ist aller Wahrscheinlichkeit nach als klangmalerische Beschreibung typischer Achtelfiguren (wie am Beginn von Groovin' High) entstanden. Gerade Dizzy Gillespie, der als einziges Mitglied der „Gründergeneration“ ein gewisses Showtalent mitbrachte, verfügte über genügend Humor und Selbstbewusstsein, um seinen Gesang auch live und auf Platten zu präsentieren. Die Titel und „Texte“ solcher Stücke lauteten dann zum Beispiel: Oo-Bop-Sh'Bam – a-klook-a-mop!.
Mit solchen Darbietungen unterstrich Gillespie aber – mit der für ihn typischen Ironie und Doppeldeutigkeit – zunächst einmal seine eigentliche Überzeugung, nämlich dass Bebop keine Musik für Sänger sei. Trotzdem fanden sich bereits zu Ende der 40er Jahre die ersten Vokalisten, die sich mittlerweile die musikalischen Kenntnisse und Techniken angeeignet hatten, um Scat-Improvisationen in der Art von Bebop-Instrumentalsolos vortragen zu können (darunter Sarah Vaughan, Babs Gonzales und Ella Fitzgerald).

#### Vocalese
In den 1950er Jahren kam die vocalese-Technik auf: Sänger begannen, die bebop heads mit (zumeist selbstverfassten) Texten zu unterlegen. Ein erster Star dieser neuen Sängergeneration wurde King Pleasure mit seinen Versionen von Bebop-Themen (Parker's Mood) und sogar Improvisationen (Moody's Mood For Love). Eine technische Beherrschung des Genres, die oft als „Vokal-Akrobatik“ bezeichnet wurde, konnten die drei Mitglieder des Gesangsensembles Lambert, Hendricks & Ross (Dave Lambert, Jon Hendricks und Annie Ross) vorweisen.
Die Texte dieser vocalese-Interpretationen sind normalerweise extrem wortreich, da die bebop heads aufgrund ihrer Kompositionstechnik besonders viele Noten enthalten. Stilistisch greifen sie stark auf den Slang der Jazz-Szene (jive talk) und den damit eng verwandten Tonfall der Beat-Generation-Dichter zurück. Die Inhalte der vocalese reichen vom herkömmlichen Liebeslied (Skeeter Spights Version von Parkers Confirmation) über die lyrische Reflexion der Musik (Jon Hendricks’ Text zu Gillespies Night In Tunisia, auch unter dem Titel And The Melody Still Lingers On) bis zu absurd-humoristischer Kommentierung aktueller Zeitthemen (wie in Annie Ross’ Text zu Wardell Grays Twisted, der die Psychoanalyse karikiert). Der schiere Wortreichtum und die aus Akzentverschiebungen resultierende komplexe Rhythmik dieser „Songs“ – in Kombination mit der abstrakten Melodik – führen die vocalese in Extreme der Gesangstechnik:
Tatsächlich sind die Techniken des Bebop-Gesangs bis heute gerade aufgrund dieses Beigeschmacks des „Akrobatischen“ bei Musikern und Publikum gleichermaßen umstritten. Nur eine relativ kleine Gruppe von Sängern konnte mit Ergebnissen aufwarten, die allgemeine künstlerische Anerkennung fanden. Heutzutage wird dieses Genre unter anderem von Dee Dee Bridgewater, Mark Murphy und Kurt Elling gepflegt.

### Cool Jazz
Die Musiker des Cool Jazz schrieben Kompositionen über Standard-Harmonien, die „auf dem Papier“, das heißt in notierter Form, von den ursprünglichen bebop heads kaum zu unterscheiden sind. Vor allem die „Schule“ des Pianisten Lennie Tristano (darunter die Saxophonisten Warne Marsh und insbesondere Lee Konitz) hat einige technisch äußerst anspruchsvolle Stücke hervorgebracht, die bis heute gerne gespielt werden. Für den Interpreten der komponierten Melodie liegt der Unterschied zu den Vorbildern, hauptsächlich Charlie Parker, in einer grundsätzlich anderen (aber nicht im Notenbild fixierbaren) Auffassung vom Instrumentalklang, sowie in einer ausgesprochen geraden, „europäisch-klassischen“ Phrasierung. Im Folgenden ein kurzer Ausschnitt aus Lee Konitz’ Sub-Conscious-Lee, das er über die Harmonien von Cole Porters What Is This Thing Called Love entworfen hat:
Darüber hinaus werden die Themen nicht mehr ausschließlich im Unisono gespielt, vielmehr spielt der zweite Bläser gelegentlich eine kontrapunktische Linie zur Hauptmelodie, die manchmal auskomponiert ist, genauso häufig aber auch improvisiert sein kann.
Der eigentliche Grund, warum Cool Jazz-Kompositionen deutlich anders klingen und auf den Hörer wirken als der Bebop, auf den sie sich eigentlich berufen, liegt in der Rolle der Rhythmusgruppe. Obwohl deren Stimmen für gewöhnlich nicht ausgeschrieben sind, besteht doch ein stillschweigendes Einverständnis über die Aufgabenteilung, die Musik ist also in vielen Einzelheiten durchkonzipiert, ohne dass dies schriftlich notiert wird. Der Vergleich zeigt in aller Regel, dass „originale“ bebop heads eine wesentlich intensivere, für den Hörer unberechenbarere Begleitung ermutigen und benötigen, während Cool Jazz-Themen mit einer defensiveren, verhaltenen Spielweise der Begleiter rechnen. Besonders deutlich wirkt sich dieser gedanklich mitkomponierte Anteil eines Stückes auf das Schlagzeug aus, das im Bebop große Freiheiten genießt, während der charakteristische Cool Jazz-Sound durch dezentes timekeeping (Markieren des Grundrhythmus) entsteht.

### Hard Bop
Der Hard Bop der 1950er und 1960er Jahre setzt in vieler Hinsicht die Tradition des Bebop fort, findet aber im Allgemeinen zu einer erdigeren, im ursprünglichen Blues verwurzelten Ästhetik zurück. Insofern ist der Stil, verallgemeinernd gesprochen, wieder einem sanglicheren, zugänglicheren Musizierideal verpflichtet, das nicht mehr so besessen wie der Bebop nach schnellen Tempi und komplizierten Harmonien sucht. Der Hauptteil der zu Standards gewordenen Jazz Originals entstand im stilistischen Rahmen des Hard Bop. Einige seiner besten Komponisten (Horace Silver, Sonny Rollins) haben jedoch auch typische bebop lines geschrieben, die bis heute auf Jamsessions in aller Welt gerne gespielt werden.

### Post-Bop
Im Laufe der 60er Jahre entfernt sich der Jazz immer mehr vom Repertoire der show tunes und letztlich auch den aus ihnen entstandenen bebop heads. Die bilderstürmerische Musikauffassung, die dem Bebop zugrunde liegt, wird in einer Spielweise weitergeführt, für die gelegentlich die Bezeichnung free bop zu finden ist. Sie nimmt ihren Anfang bei den ersten Aufnahmen von Ornette Coleman und Don Cherry (1958/59). Selbst viele Musiker, die der Gründergeneration des Bebop sowohl persönlich als auch stilistisch sehr nahestanden (zum Beispiel Jackie McLean und Charles Mingus), nahmen die Ideen des Free Jazz auf. Eine allgemeine Bezeichnung für diese „gemäßigte Avantgarde“ der 60er und 70er Jahre hat sich bis jetzt nicht durchgesetzt, der ursprünglichen Herkunft ihrer Musik trägt das Wort Post-Bop Rechnung. In unterschiedlicher Weise beziehen viele moderne Musiker die stilbildenden Elemente des Bop in ihre Kompositionen ein; der Tonfall der bop heads wird dabei immer wieder zitiert, die altvertraute Kompositionstechnik aber nur noch selten eingesetzt. Bedeutende Komponisten dieser Schule sind unter anderem Joe Henderson, Wayne Shorter und Woody Shaw.

### Jazzrock
Der Jazzrock der 1970er Jahre wurde dominiert von elektrischen und elektronischen Instrumenten. Während in den früheren Jazzstilen die Bläser die im Wortsinne „tonangebenden“ Musiker gewesen waren, hatten sie in diesem neuen, von den Errungenschaften der Musiktechnologie faszinierten Kontext keinen leichten Stand. Am ehesten war es noch der von den Beboppern gesetzte, enorm hohe Standard ihrer instrumentaltechnischen Fähigkeiten, der Trompetern und Saxophonisten eine Nische in diesem Stil zu sichern vermochte. Auf einer Platte mit dem bezeichnenden Titel Heavy Metal Bebop (1975) präsentieren die Brüder Randy (Trompete) und Michael Brecker (Tenorsaxophon) eine Spielweise, welche den Achtelpuls des Bebop in die Sechzehntelnoten des Funk „übersetzt“.

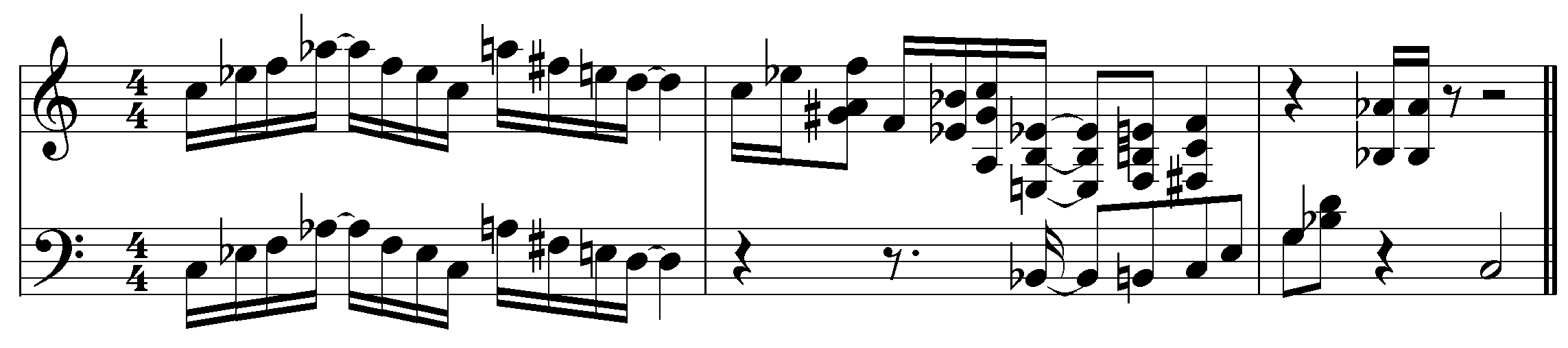

Der Bezugspunkt solcher Melodien in der Popmusik sind selbstverständlich nicht mehr die Broadway-Komponisten, sondern die Größen des Soul und R&B wie James Brown und Sly Stone.